# Jęczmieniowe
Jęczmieniowe (Hordeeae Kunth ex Spenn.) – jedno z plemion wyróżniane w obrębie rodziny wiechlinowatych (Poaceae). W popularnej w XX wieku klasyfikacji bazującej na systemie Wettsteina z 1935 jedno z 12 plemion wyróżnianych w tej rodzinie. Podział oparty był na budowie morfologicznej kłosków. We współczesnej klasyfikacji traw rodzaje tu zaliczane włączane są w większości do plemienia Triticeae (też Poeae i Nardeae) w podrodzinie wiechlinowych Pooideae. Jęczmieniowe to najważniejsze plemię z gospodarczego punktu widzenia, obejmują głównie zboża chlebowe.

## Morfologia
KwiatyKłos złożony, składający się z wielu kłosków siedzących we wcięciach osadki kłosa naprzemianlegle, tworząc dwa szeregi po obydwu stronach osi. Kłoski jedno lub wielokwiatowe.

## Systematyka
W klasyfikacji rodziny wiechlinowatych (Poaceae) na bazie systemu Wettsteina z 1935 jedno z 12 plemion.
Przykładowe rodzaje
- bliźniczka Nardus
- jęczmień Hordeum
- perz Elymus
- perzyk Agropyron
- pszenica Triticum
- pszenżyto Triticosecale
- żyto Secale
- życica Lolium